# Stadttheater Berndorf

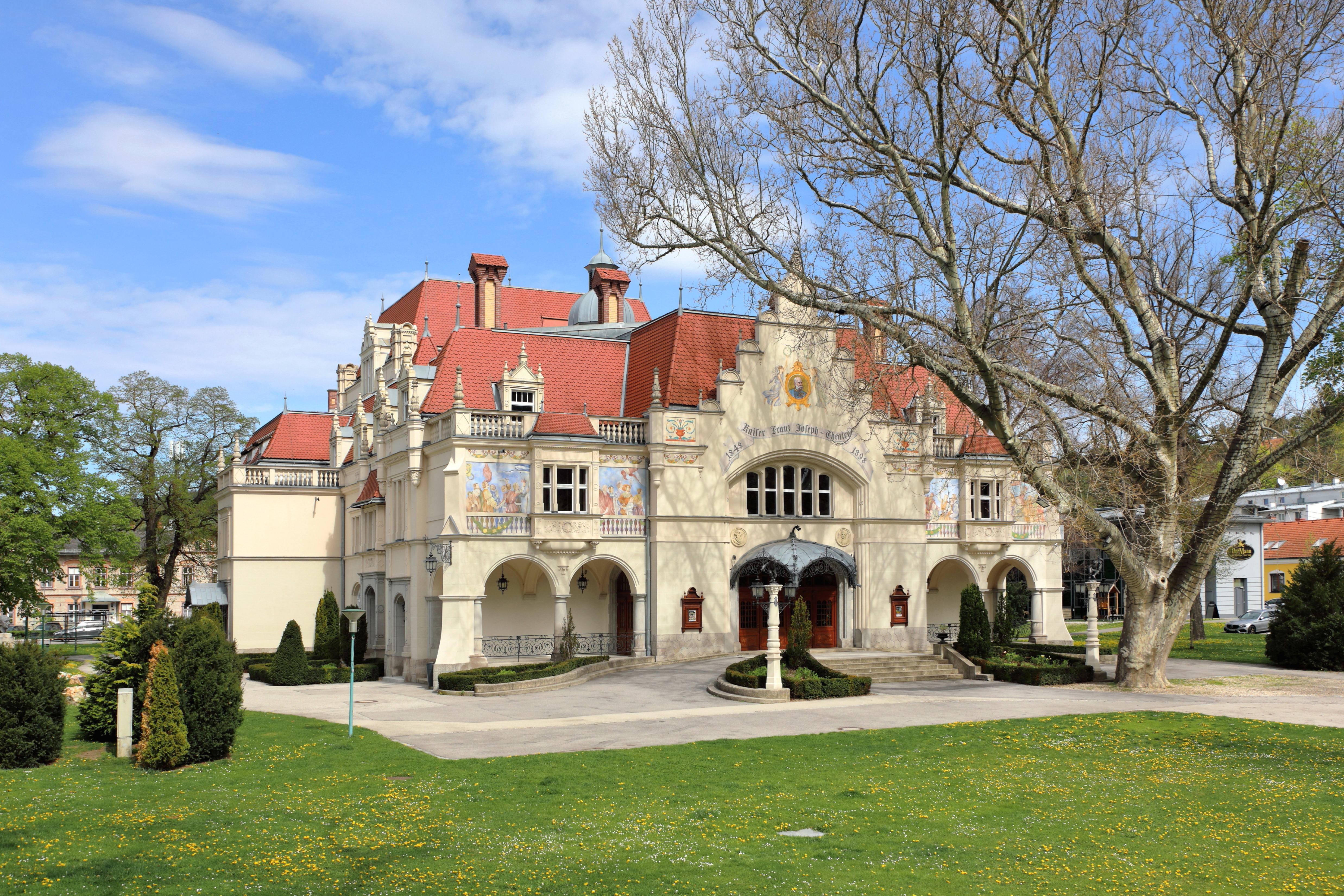
Südsüdwestansicht des Stadttheaters Berndorf

Das Stadttheater Berndorf, als Kaiser-Franz-Joseph-Theater 1897/98 erbaut, ist ein Theater in der Stadtgemeinde Berndorf in Niederösterreich.

## Beschreibung
Der Neorenaissancebau wurde nach dem Vorbild des Deutschen Volkstheaters in Wien nach Entwürfen des Büros Fellner & Helmer und unter der Bauleitung der Architekten Laske und Essenther 1898 planmäßig fertiggestellt. Der Innenraum erinnert an ein Rokoko-Schlosstheater. Der ursprüngliche Bau trug außen bunte Fresken, die heute nur mehr teilweise erhalten sind. Die Hauptfassade des Theaters ist in einen Park mit Platanen gerichtet und dem eigentlichen Hauptplatz ab-, allerdings dem Wohnsitz Krupps am Brand zugewandt. Bei der städtebaulichen Planung eines großen Platzes vor dem Theater scheiterte Krupp in der Folge.

## Geschichte

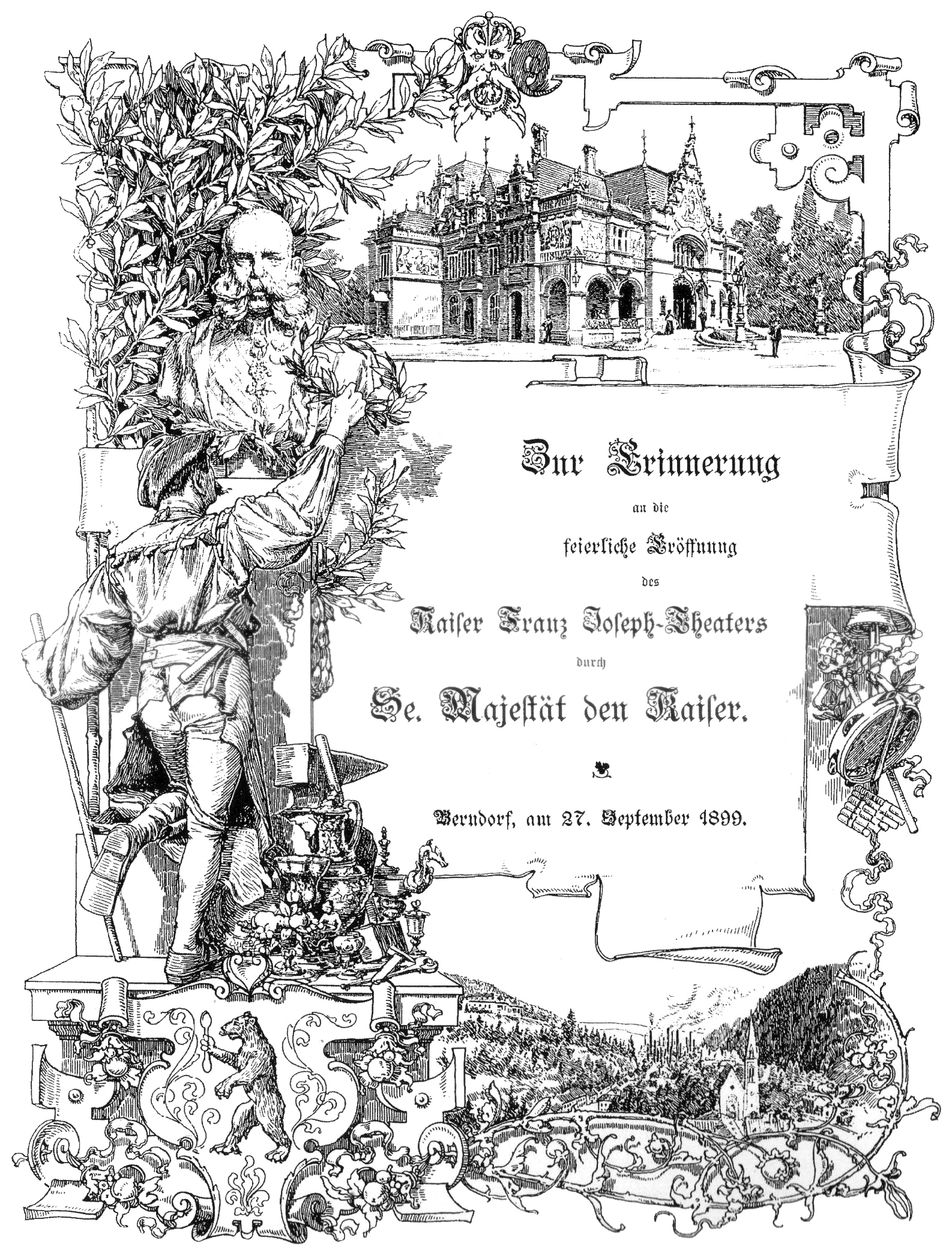
Theaterzettel anlässlich der Eröffnung durch den Kaiser

Das Theater wurde von Arthur Krupp aus Anlass des 50-jährigen Jubiläums der Regentschaft Kaiser Franz Josephs in Auftrag gegeben und zur Gänze aus seinen privaten Mitteln finanziert. Das Theater sollte der Kruppschen Belegschaft Unterhaltung und Bildung bieten und war das erste Theater in einem Industriestandort (Arbeitertheater) der Monarchie und das erst fünfte in Niederösterreich außerhalb Wiens (nach Baden, Krems, Wiener Neustadt und St. Pölten).
Da im Jubiläumsjahr 1898 Kaiserin Elisabeth in Genf ermordet wurde und Hoftrauer herrschte, fand die Eröffnung erst am 27. September 1899, im Beisein des Kaisers, statt. An den Eröffnungsabend erinnert ein Temperabild Hans Temples im Foyer des Theaters, das viele der damals anwesenden Persönlichkeiten detailliert porträtiert. Es wurde das Volksstück Der kleine Mann von Carl Karlweis mit Alexander Girardi in der Rolle des Walzl und anderen Mitgliedern des Deutschen Volkstheaters in Wien gegeben.
Nach der Eröffnung wurde das Haus zweimal wöchentlich abwechselnd von den Ensembles aus Baden, Wiener Neustadt und dem Deutschen Volkstheater bespielt. Die Eintrittspreise wurden von Arthur Krupp subventioniert, das Programm fand regen Zuspruch und das Haus war oftmals ausverkauft. Für auswärtige Gäste gab es einen eigenen Theaterzug.
Der Innenraum des Theaters wurde am 26. September 1902 durch einen Brand schwer beschädigt, aber nach den originalen Plänen bis Oktober 1903 wieder restauriert. Die Kosten übernahm abermals Arthur Krupp. Mit dem Ersten Weltkrieg kam der regelmäßige Spielbetrieb zum Erliegen, 1930 wurde ein Kino eingerichtet.
Am 10. Mai 1944 wurden Auffahrt und Eingang des Theaters durch Bombentreffer beschädigt, am 4. Juli 1944 richtete das Hochwasser der Triesting weiteren Schaden an. 1960 schenkten die Vereinigten Metallwerke Ranshofen-Berndorf das baufällige Stadttheater der Gemeinde, die mit Hilfe der Niederösterreichischen Landesregierung von 1960–64 eine Sanierung durchführte. Dabei wurden der Außenputz und das Dach erneuert und die Bühneneinrichtung modernisiert. Die Gesamtkosten beliefen sich auf rund 4,7 Millionen Schilling, dem beinahe Doppelten der veranschlagten Kosten. Eine tiefgreifende Restaurierung erfolgte 1986–92 durch Robert Krapfenbauer und Hermann Scheifinger.
Das Theater hatte nie ein eigenes Ensemble. Heute verfügt es über 488 Sitzplätze.
Seit 1989 ist das Theater Spielstätte der Berndorfer Festspiele (Berndorfer Theatersommer), die ersten 22 Jahre unter der Intendanz von Felix Dvorak, der 2011 von Michael Niavarani abgelöst wurde. Seit Sommer 2014 ist die Schauspielerin Kristina Sprenger als Intendantin tätig.

## Bildergalerie

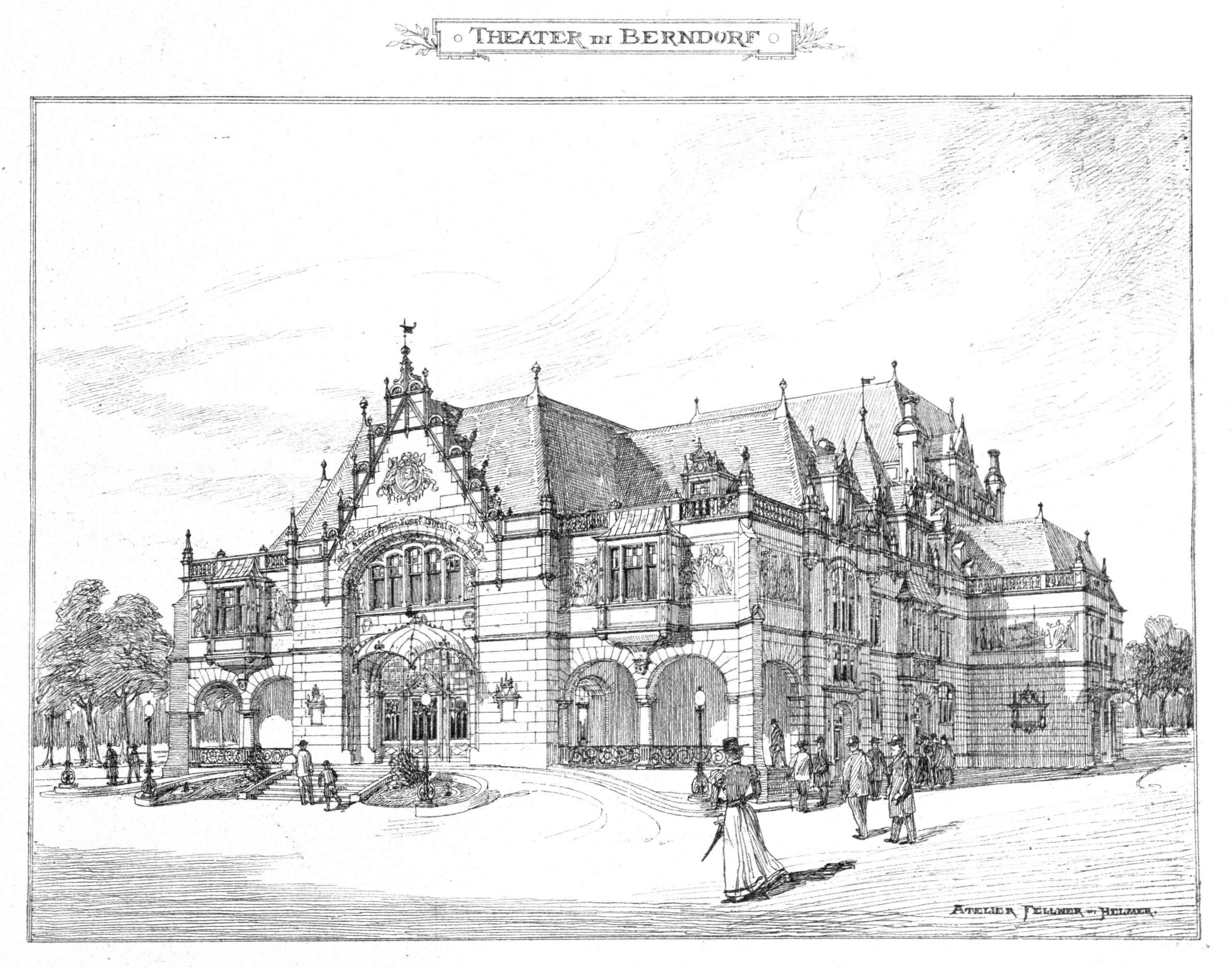
Ansicht 1898
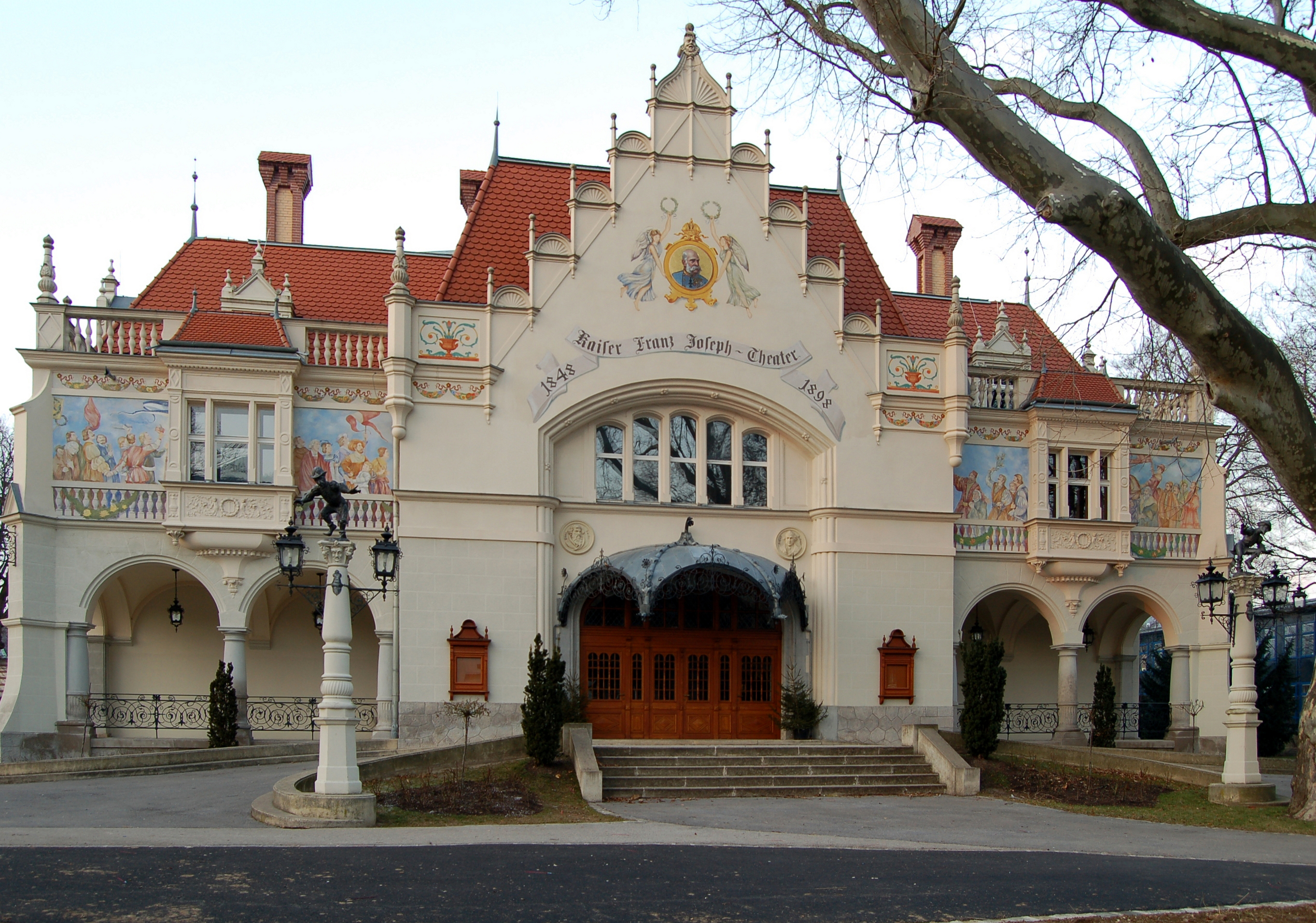
Hauptfront des Stadttheaters
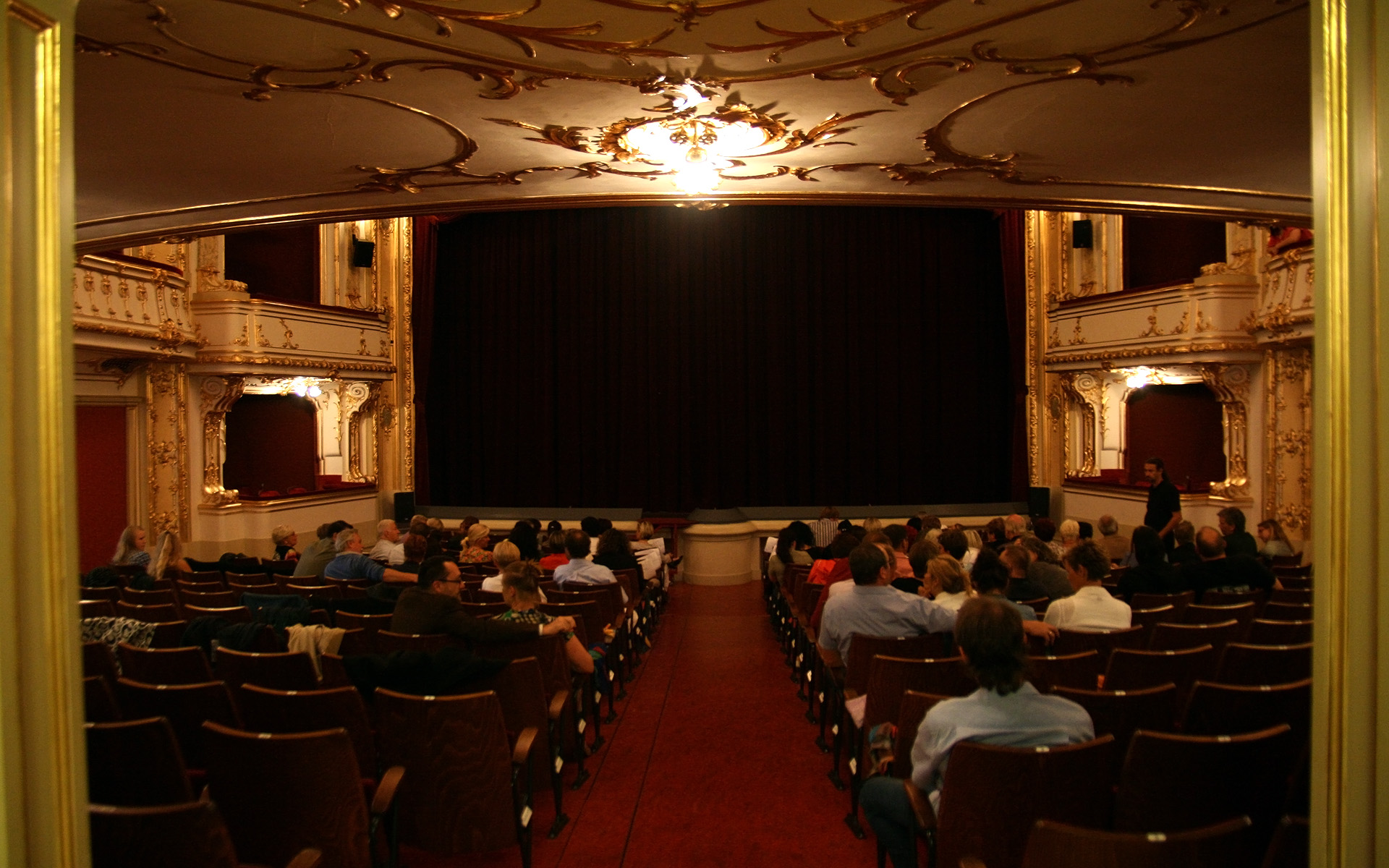
Parterre
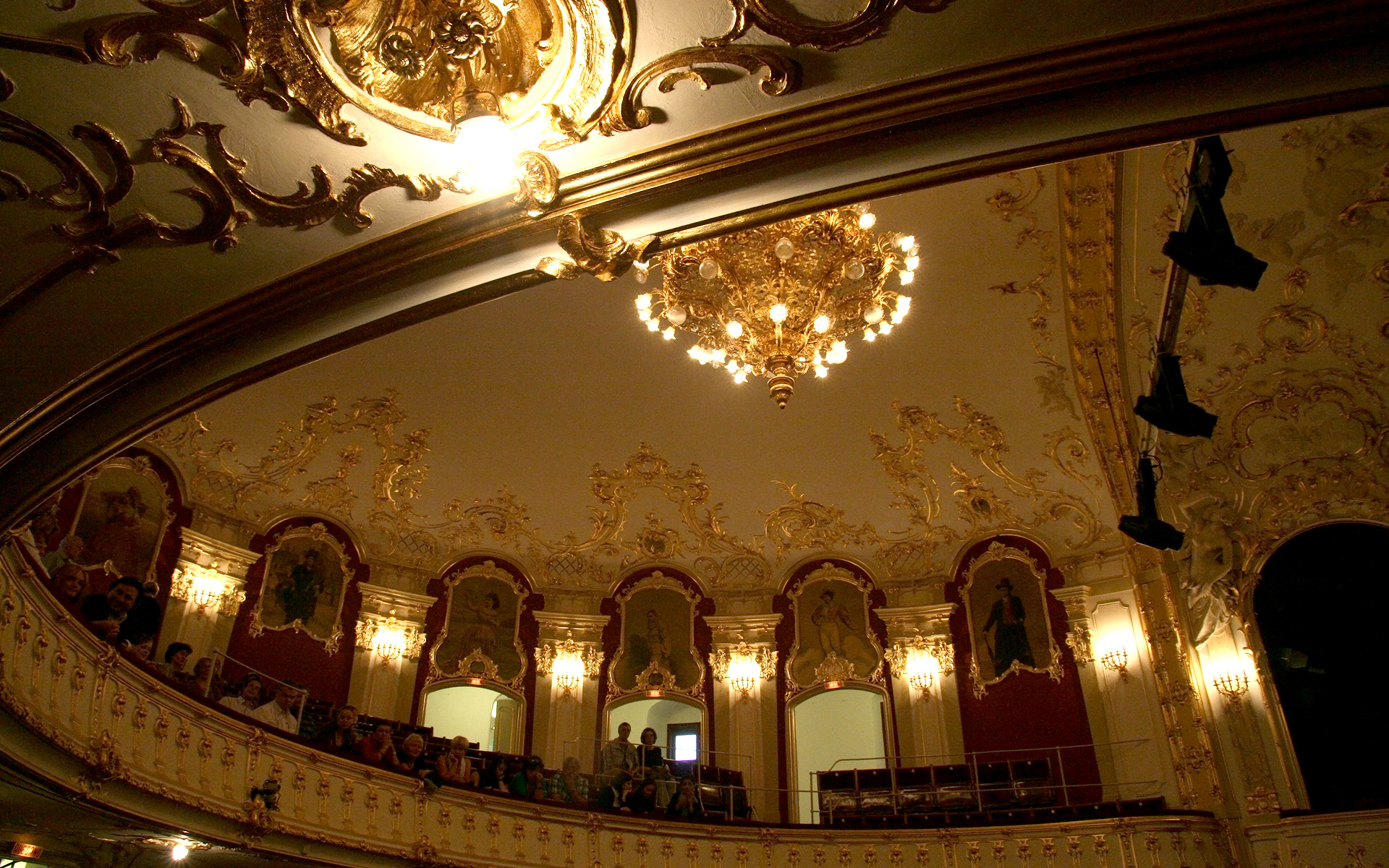
Blick zur Galerie
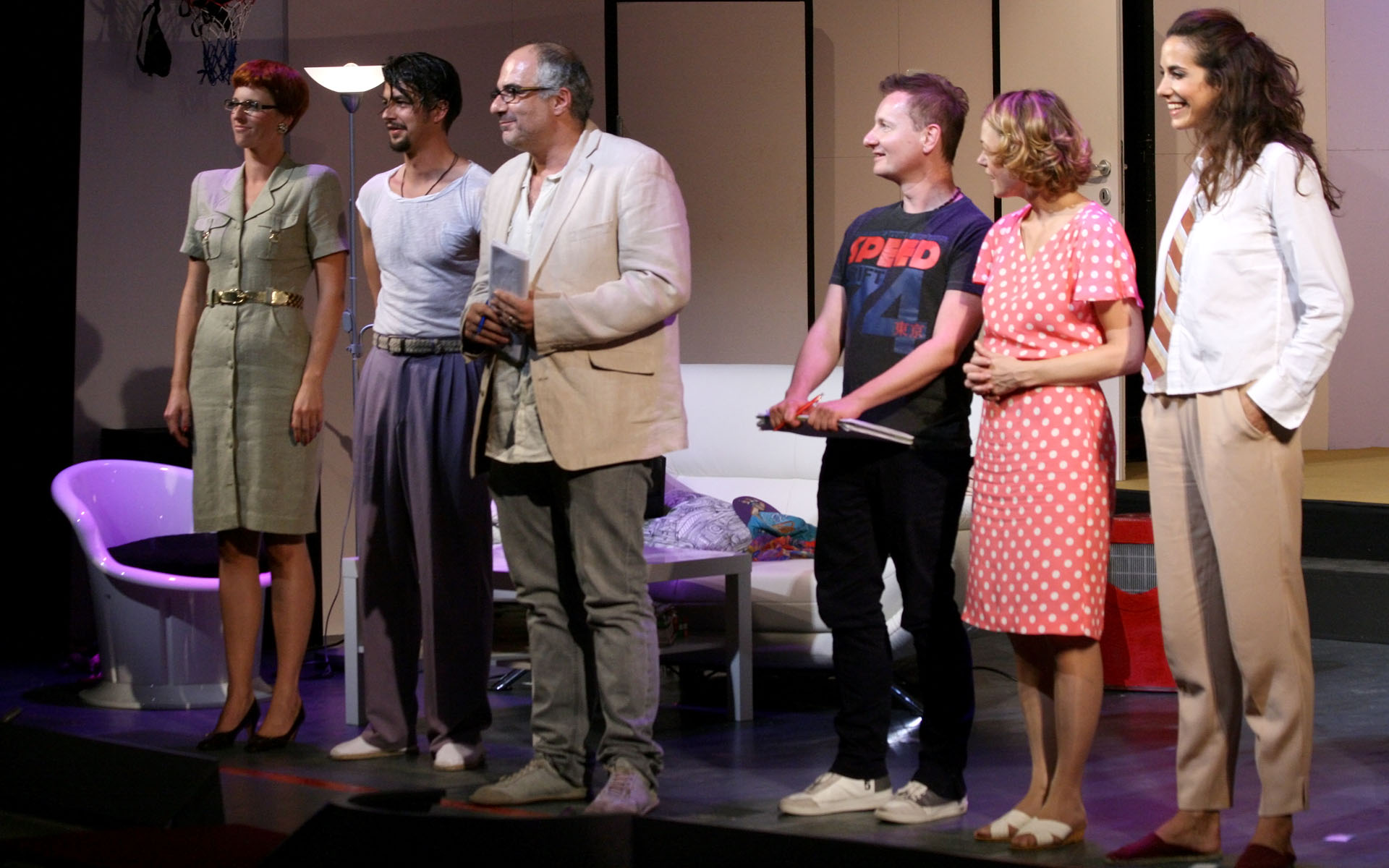
Ein ungleiches Paar, Theatersommer 2012